# کازویوکی آجیما
کازویوکی آجیما (انگلیسی: Kazuyuki Aijima؛ زادهٔ ۳۰ نوامبر ۱۹۶۱) هنرپیشه اهل ژاپن است.
از فیلم‌ها یا برنامه‌های تلویزیونی که وی در آن نقش داشته‌است می‌توان به آشپز نوبوناگا اشاره کرد.